# Dicotomia classica
La dicotomia classica in macroeconomia e statistica è la tipica separazione (teorica) tra variabili reali e variabili nominali.
Le variabili reali sono quelle variabili che vengono misurate in unità fisiche, quali le quantità e i prezzi relativi (PIL, salario reale, stock di capitale etc.). Le variabili nominali sono tutte quelle variabili espresse con un valore monetario (tasso d'inflazione, livello generale dei prezzi, salario nominale etc.).
Nella macroeconomia classica le variazioni dell'offerta di moneta non influenzano le variabili reali, e questo è il motivo per cui nasce la "dicotomia classica". Questa non-influenza della moneta sulle variabili reali viene detta neutralità della moneta.